# Фер-ан-Тарденуа (кантон)
Фер-ан-Тарденуа (фр. Fère-en-Tardenois) — кантон во Франции, находится в регионе О-де-Франс, департамент Эна. Расположен  на территории двух округов: пятьдесят восемь коммун входят в состав округа Суасон, двадцать — в состав округа Шато-Тьерри.

## История
До 2015 года в состав кантона входили коммуны Бёвард, Бреси, Брюйер-сюр-Фер, Везийи, Вилле-Агрон-Эгизи, Вилле-сюр-Фер, Вильнёв-сюр-Фер, Гуссанкур, Дравеньи, Кулонж-Коан, Курмон, Куэнси, Ле-Шармель, Лупень, Марёй-ан-Доль, Нантёй-Нотр-Дам, Роншер, Сапоне, Серенж-э-Нель, Сержи, Сьерж, Фер-ан-Тарденуа и Френ-ан-Тарденуа.
В результате реформы 2015 года состав кантона был изменен. В него вошли упраздненные кантоны Брен и Вайи-сюр-Эн.
С 1 января 2016 года коммуны Вилле-ан-Прейер, Восере, Глен, Лонгваль-Барбонваль, Мерваль, Перль и Ревийон объединились в новую коммуну Ле-Сетваллон.

## Состав кантона с 1 января 2016 года
В состав кантона входят коммуны (население по данным Национального института статистики за 2018 г.):
- Альман — население 175 чел.
- Базош-сюр-Вель — население 458 чел.
- Бёвард — население 741 чел.
- Бланзи-ле-Фим — население 101 чел.
- Брей — население 127 чел.
- Брен — население 2 239 чел.
- Бренель — население 195 чел.
- Брюи — население 19 чел.
- Брюйер-сюр-Фер — население 192 чел.
- Бюси-ле-Лон — население 1 873 чел.
- Вайи-сюр-Эн — население 2 008 чел.
- Васни — население 215 чел.
- Везийи — население 186 чел.
- Вилле-Агрон-Эгизи — население 71 чел.
- Вилле-сюр-Фер — население 530 чел.
- Виль-Савуа — население 82 чел.
- Водсон — население 237 чел.
- Вотен — население 39 чел.
- Вьель-Арси — население 176 чел.
- Вюйери — население 42 чел.
- Гуссанкур — население 112 чел.
- Дравеньи — население 131 чел.
- Дюизель — население 113 чел.
- Жуэнь — население 143 чел.
- Кенси-су-ле-Мон — население 60 чел.
- Кламси — население 230 чел.
- Конде-сюр-Эн — население 362 чел.
- Куврель — население 189 чел.
- Кулонж-Коан — население 435 чел.
- Курмон — население 127 чел.
- Курсель-сюр-Вель — население 349 чел.
- Лаффо — население 148 чел.
- Ле-Сетваллон — население 1 181 чел.
- Ле-Шармель — население 323 чел.
- Леж — население 104 чел.
- Лиме — население 188 чел.
- Лупень — население 91 чел.
- Люи — население 140 чел.
- Марёй-ан-Доль — население 236 чел.
- Марживаль — население 366 чел.
- Мисси-сюр-Эн — население 633 чел.
- Мон-Нотр-Дам — население 735 чел.
- Мон-Сен-Мартен — население 73 чел.
- Монантёй — население 129 чел.
- Нантёй-ла-Фос — население 196 чел.
- Нантёй-Нотр-Дам — население 66 чел.
- Нёвиль-сюр-Марживаль — население 116 чел.
- Ожи — население 77 чел.
- Остель — население 85 чел.
- Паар — население 320 чел.
- Парньи-Филен — население 260 чел.
- Понт-Арси — население 128 чел.
- Прель-э-Бов — население 352 чел.
- Роншер — население 123 чел.
- Санси-ле-Шмино — население 101 чел.
- Сапоне — население 285 чел.
- Сель-сюр-Эн — население 256 чел.
- Сен-Мар — население 113 чел.
- Сен-Тибо — население 80 чел.
- Серваль — население 49 чел.
- Серенж-э-Нель — население 273 чел.
- Сержи — население 146 чел.
- Серсёй — население 89 чел.
- Си-ла-Коммюн — население 148 чел.
- Сири-Сальсонь — население 920 чел.
- Супир — население 270 чел.
- Сьерж — население 64 чел.
- Таньер — население 17 чел.
- Терни-Сорни — население 333 чел.
- Фер-ан-Тарденуа — население 3 032 чел.
- Филен — население 124 чел.
- Френ-ан-Тарденуа — население 266 чел.
- Шавиньон — население 824 чел.
- Шавон — население 205 чел.
- Шасми — население 885 чел.
- Шери-Шартрёв — население 388 чел.
- Шивр-Валь — население 524 чел.
- Эзи-Жуи — население 293 чел.

## Политика
На президентских выборах 2022 г. жители кантона отдали в 1-м туре Марин Ле Пен 42,8 % голосов против 22,1 % у Эмманюэля Макрона и 11,5 % у Жана-Люка Меланшона; во 2-м туре в кантоне победила Ле Пен, получившая 63,3 % голосов. (2017 год. 1 тур: Марин Ле Пен – 40,0 %, Эмманюэль Макрон – 17,6 %, Франсуа Фийон – 15,3 %, Жан-Люк Меланшон – 14,1 %; 2 тур: Ле Пен – 56,4 %. 2012 год. 1 тур: Марин Ле Пен — 29,9 %, Николя Саркози — 24,5 %, Франсуа Олланд — 23,7 %; 2 тур: Саркози — 51,4 %).
С 2021 года кантон в Совете департамента Эна представляют член совета коммуны Френ-ан-Тарденуа Кароль Дерюи (Carole Deruy) (Республиканцы) и мэр коммуны Брен Франсуа Рампельбер (François Rampelberg) (Разные правые).
|                | Кандидаты                       | Партия                   | Первый тур | Первый тур     | Второй тур | Второй тур |
| Кол-во голосов | Кандидаты                       | Партия                   | % голосов  | Кол-во голосов | % голосов  |            |
| -------------- | ------------------------------- | ------------------------ | ---------- | -------------- | ---------- | ---------- |
|                | Кароль Дерюи Франсуа Рампельбер | Правый блок              | 4 174      | 61,70          | 4 294      | 64,19      |
|                | Франсуа Кюринье Анжелина Лакан  | Национальное объединение | 2 591      | 38,30          | 2 395      | 35,81      |

|                | Кандидаты                       | Партия                                    | Первый тур | Первый тур     | Второй тур | Второй тур |
| Кол-во голосов | Кандидаты                       | Партия                                    | % голосов  | Кол-во голосов | % голосов  |            |
| -------------- | ------------------------------- | ----------------------------------------- | ---------- | -------------- | ---------- | ---------- |
|                | Кароль Дерюи Франсуа Рампельбер | Союз за народное движение (Республиканцы) | 2 660      | 24,79          | 5 432      | 52,51      |
|                | Ромен Лепаж Мирей Шеве          | Национальный фронт                        | 4 386      | 40,88          | 4 913      | 47,49      |
|                | Мартин Оливье Эрнест Темплье    | Союз демократов и независимых             | 2 350      | 21,90          |            |            |
|                | Жан-Пьер Декер Мари-Жанна Потен | Левый блок                                | 1 333      | 12,42          |            |            |

|  | Кандидат       | Партия                    | % голосов |
|  | -------------- | ------------------------- | --------- |
|  | Изабель Вассёр | Союз за народное движение | 55,42     |
|  | Мирей Шеве     | Национальный фронт        | 45,79     |

|  | Кандидат         | Партия                    | % голосов |
|  | ---------------- | ------------------------- | --------- |
|  | Изабель Вассёр   | Союз за народное движение | 40,13     |
|  | Фредерик Мартино | Разные левые              | 37,07     |
|  | Надин Русель     | Национальный фронт        | 22,80     |